# NK Polet Martijanec
NK Polet Martijanec, nogometni je klub iz Martijanca koji se nalazi u Varaždinskoj županiji. U sezoni 2021./22. se natječu u 2. ŽNL Varaždinskoj.

## Vanjske poveznice
- Općina Martijanec  Arhivirana inačica izvorne stranice od 10. rujna 2017. (Wayback Machine) NK Polet Martijanec
- NK Polet Martijanec  Arhivirana inačica izvorne stranice od 10. rujna 2017. (Wayback Machine)
- NK Polet Martijanec na Facebooku